# Roselita
La roselita és un mineral de la classe dels minerals fosfats que pertany al grup de la brandtita. Va ser descoberta l'any 1824 en una mina en el districte de Mittlerer Erzgebirgskreis de les Muntanyes Metal·líferes, en l'estat de Saxònia (Alemanya), sent nomenada així en honor de Gustav Rose, mineralogista alemany.

## Característiques químiques
És un arsenat hidratat de calci i cobalt. Tots els minerals del grup de la roselita són arsenats o sulfats monoclínics. Dimorf monoclínic de la β-roselita, que és del sistema cristal·lí triclínic. Isoestructural amb la brandtita (Ca₂Mn2+(AsO₄)₂·2H₂O), amb la mateixa cristal·lització però que en lloc de cobalt té manganès.
És l'anàleg amb cobalt de la wendwilsonita (Ca₂Mg(AsO₄)₂·2H₂O), mineral amb el qual forma una sèrie de solució sòlida en la qual la substitució gradual del cobalt per magnesi va donant els diferents minerals de la sèrie.
A més dels elements de la seva fórmula, sol portar com a impuresa una mica de magnesi.

## Formació i jaciments
És un mineral d'aparició rara, format com a secundari en els jaciments d'alteració hidrotermal de minerals del cobalt.
Sol trobar-se associat a altres minerals com: quars, calcedonia o talmessita.